# Иттоэн

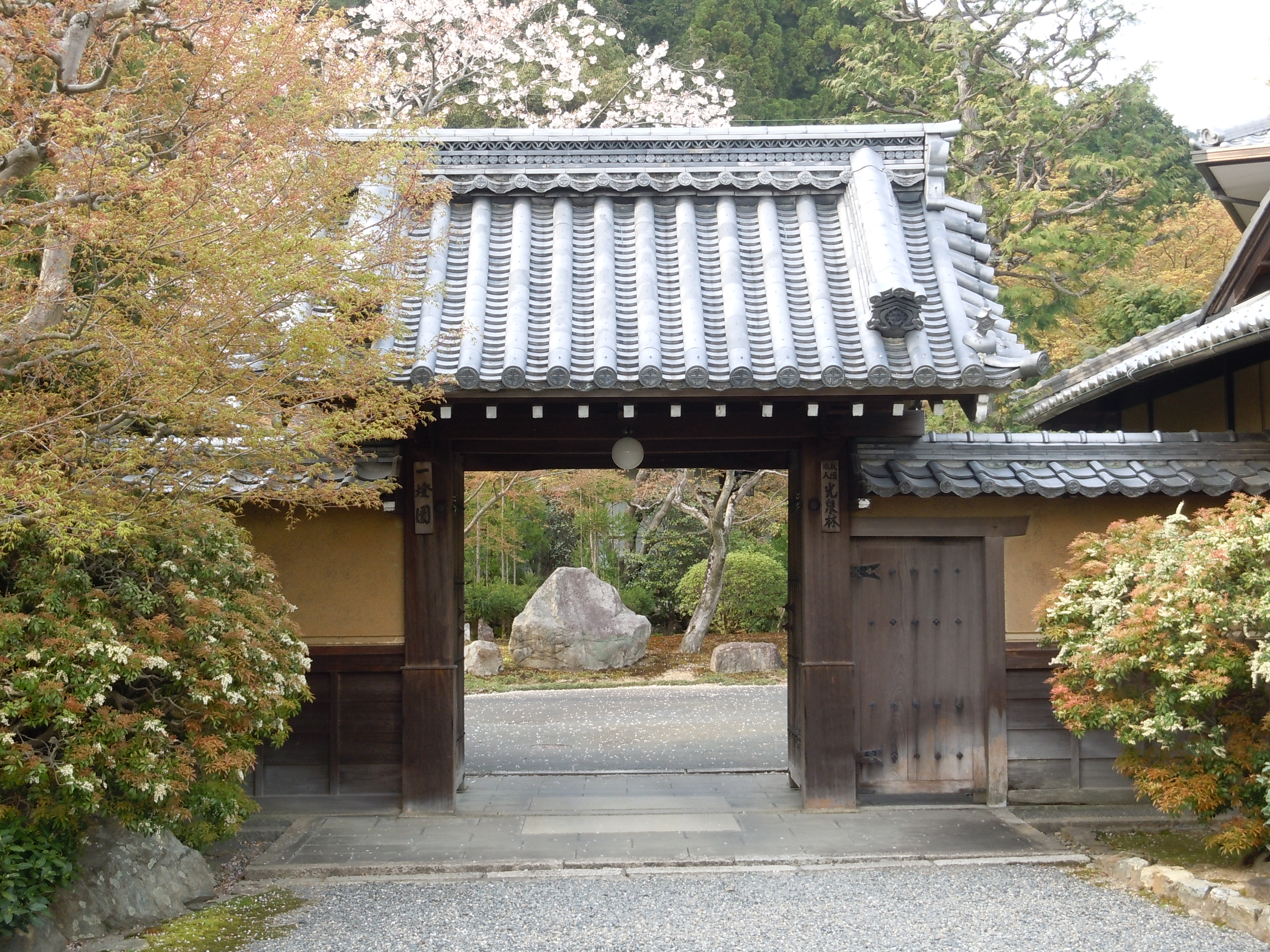
Вход на территорию общины

Иттоэн (яп. 一燈園 Итто:эн, «Сад светильника») — японская коммуна (идейная община).

## История
Основателем общины был Нисида Тэнко (西田天香). Он от рождения носил имя Ититаро (яп. 一太郎 Ититаро:). Родился он в 1872 году в городе Нагахама в семье трактирщика. Сначала он занимался бизнесом, но в 1899 году обратился к религии. Во время проживания на Хоккайдо он сблизился там с небольшой группой сторонников новобуддийского учения Мухарабакё (阿吽鉢囉婆教). Тогда же он взял имя Тэнко (天香) и обратил внимание на словосочетание Тэнкакодо «Пещера, благоухающая ароматом небесных цветов» (天華香洞), которое в дальнейшем сделал названием своих молельных собраний и дневника. В 1903 году Нисида ознакомился с книгой Льва Толстого «В чём моя вера», которая произвела на него большое впечатление. Ещё ранее, в 1901 году, он написал Толстому письмо с критикой современной цивилизации.
Взгляды Нисиды включали элементы дзэн-буддизма (секта риндзайсю), таоизма, христианства, толстовства. Он выступал за полный отказ от собственности. Нисида говорил о том, что следует жить, принимая лишь то, что будет ниспослано — как грудной ребёнок, который приходит в мир, ничего не имея, но всякий раз получает материнское молоко, плачем призывая внимание матери. Нисида ходил из дома в дом, предлагая выполнить самую грязную работу и ничего не прося взамен, а лишь принимая лишь самое необходимое для поддержания жизни.
Первыми последователями Нисиды стала небольшая группа женщин, которые занимались грязной работой в частных домах, заботились о больных в туберкулёзных больницах, убирали территории храмов. В 1913 году гейша Фудзита Тама, которой покровительствовал друг детства Нисиды, богатый предприниматель Симого Дэмпэй, дала этой группе приют в доме, специально арендованном ею на территории храма Рэйкандзи (霊鑑寺) в районе Сисигатани города Киото. Это было необходимо, так как заболевшие члены группы нуждались в отдыхе и крыше над головой. Название общины Иттоэн (一燈園) заимствовано у философа Цунасимы Рёсэна и связано с его словами: «Хотя бы один фонарь пожертвуй ради веры своей».
Община постепенно росла. В 1918 году окончательно сложился её ритуал, была написана «Молитва свету», которая до сих пор повторяется ежедневно во время утренней службы. В 1919 году члены общины стали заниматься чисткой туалетов, ставя себя на самую низкую социальную ступень в знак покаяния за грехи мира.
Тэнко стали приглашать для чтения лекций, в 1928 году бизнесмен Нисикава Сёроку предоставил общине участок земли в районе Киото Ямасина. Там они стали заниматься земледелием. В 1929 году был основан филиал общины в Маньчжурии. В 1930 году дочь Толстого Александра посетила общину Иттоэн во время своего пребывания в Японии.
В настоящее время у общины есть опытно-селекционная станция, издательство, детский сад, начальная и средняя школы, театр, музей. Сейчас постоянными жителями коммуны остались, главным образом, пожилые люди, родившиеся в ней в 1930—1940-е годы. Также с 1941 года различные фирмы присылают в коммуну на время стажёров на краткосрочные курсы трудовой этики титоку (知徳, «мудрость и истина»). Они, в частности, занимаются традиционной чисткой туалетов.
В настоящее время в коммуне живут около 300 человек. Они занимаются сельским хозяйством, работают в детском саду, в школе общины. Члены общины совместно едят, сидя на полу и прочитав перед этим молитвы (при этом официально заявляется, что Иттоэн не является религией). Дети членов общины посещают детский сад общины (вместе с детьми из окрестностей), затем посещают школу общины.